# Tungir
Tungir (rusky Тунгир) je řeka v Zabajkalském kraji v Rusku. Je dlouhá 500 km. Povodí řeky je 14 700 km².

## Průběh toku
Pramení na Tungirském hřbetě v horském systému Oljokminský Stanovik. Teče v široké mezihorské dolině. V jejím korytě se nachází významná peřej Maďjarský Perekat. Ústí zprava do Oljokmy (povodí Leny).

## Vodní režim
Zdrojem vody jsou především dešťové srážky. Průměrný roční průtok vody činí přibližně 90 m³/s. Promrzá až do dna na tři až tři a půl měsíce.

## Využití
Řeka je splavná pro vodáky.